# Гайанско-израильские отношения
Израильско-гайанские отношения — настоящие и исторические международные дипломатические, политические, экономические, военные, культурные и прочие отношения между Государством Израиль и Кооперативной Республикой Гайана.
Израиль представлен в Гайане посольством на Карибские страны, которое находится в Нью-Йорке (США). Это посольство также работает на 7 других карибских стран. Посол Гайаны, аккредитованный на Израиль, также работает в Нью-Йорке.

## История
В декабре 1961 года тогдашний глава правительства Гайаны Чедди Джаган посетил Израиль. В ходе визита он встретился со своим коллегой Леви Эшколем в его резиденции в Иерусалиме, а также с заместителем министра обороны Шимоном Пересом.
В конце 1960-х Израиль поддерживал рабочие и «иногда сердечные» отношения с Гайаной: обе страны видели друг друга социалистическими (но не марксистско-ленинистскими), а Гайана рассматривала Израиль как модель для подражания и развития.
Гайана разорвала отношения с Израилем в марте 1974 года после Войны судного дня по инициативе Движения неприсоединения, активным членом которого был тогда премьер-министр Гайаны Форбс Бёрнем.
9 марта 1992 года гайанское правительство объявило о восстановлении отношений с еврейским государством. Партия «Союз трудящегося народа» осудила этот шаг, заявив, что палестинскому народу всё ещё отказывают в праве на самоопределение.
В январе 2011 года Гайана объявила о признании независимого Государства Палестина.

## Сотрудничество

### Экономика и торговля
В 2013 году торговый оборот между двумя странами оценивался в $4 млн.

### Образование
В 2020-е много гайанских граждан обучаются в Израиле по различным программам в сферах сельского хозяйства и здравоохранения.

## Евреи в Гайане
Джанет Джаган (урожд. Розенберг) была одной из всего лишь трёх женщин еврейского происхождения, которые возглавляли страну в современной истории (вместе с премьер-министром Израиля Голдой Меир и Рут Дрейфус, членом Федерального совета Швейцарии). В 1997 году на свободных выборах она была избрана шестым президентом страны.

## Галерея

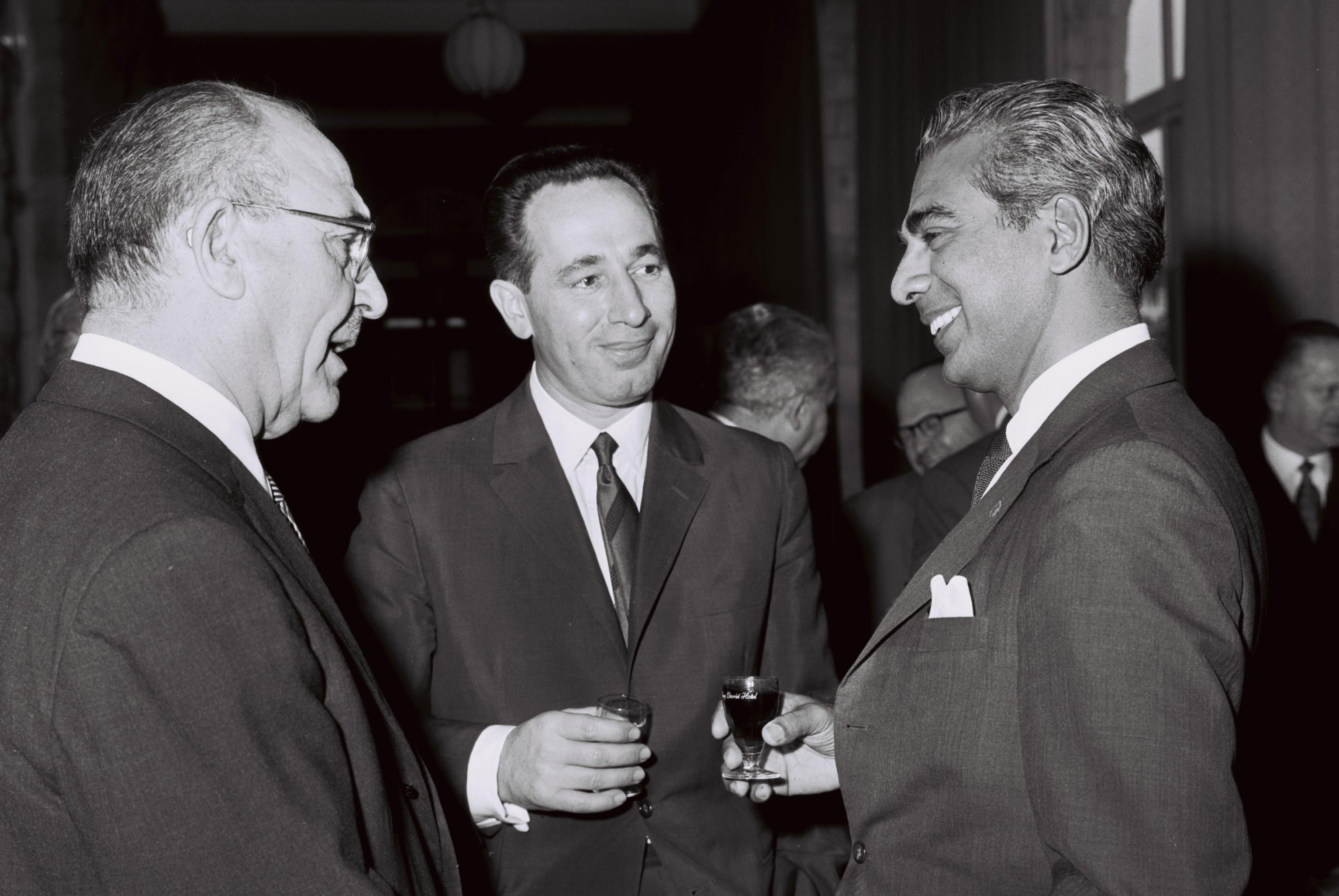
Премьер-министр Гайаны Чедди Джаган беседует с израильским премьер-министром Леви Эшколем (слева) и заместителем министра обороны Шимоном Пересом (в центре) на обеде в честь первого, 4 декабря 1961 года.
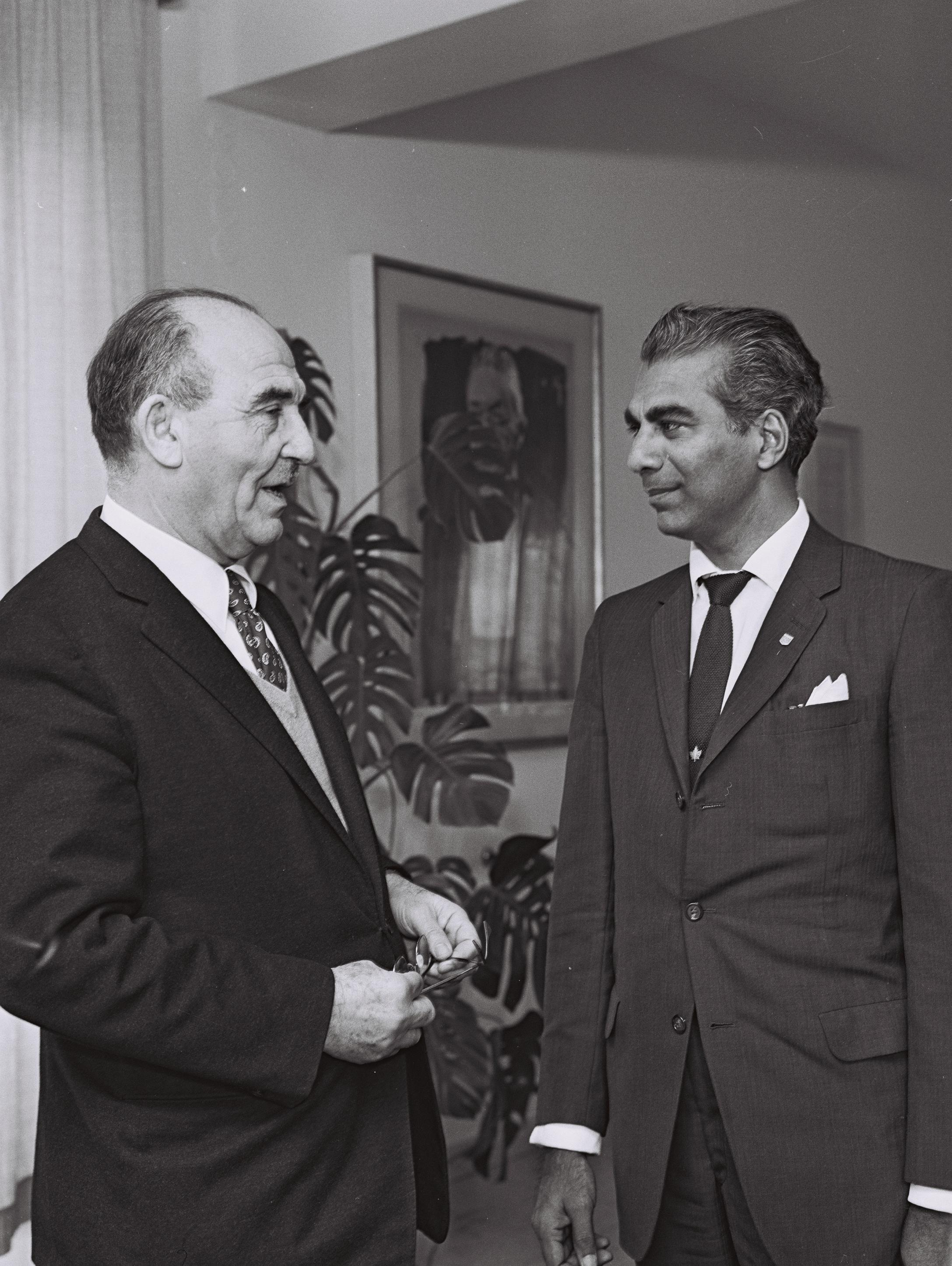
Чедди Джаган и Леви Эшколь в офисе главы правительства Израиля, Иерусалим, 4 декабря 1961 года.